# سیارک ۱۶۵۱۳
سیارک ۱۶۵۱۳ (به انگلیسی: 16513 Vasks، نامگذاری:1990VP6) شانزده هزار و پانصد و سیزدهمین سیارک کشف شده‌است که در ۱۵ نوامبر ۱۹۹۰ کشف شد.
قدر مطلق سیارک برابر ۳۵.۴ است.